# جاك دوبوشيه
جاك دوبوشيه (بالفرنسية: Jacques Dubochet)‏ هو عالم سويسري متخصص في مجال الفيزياء الحيوية، من مواليد 8 يونيو/حزيران 1942.

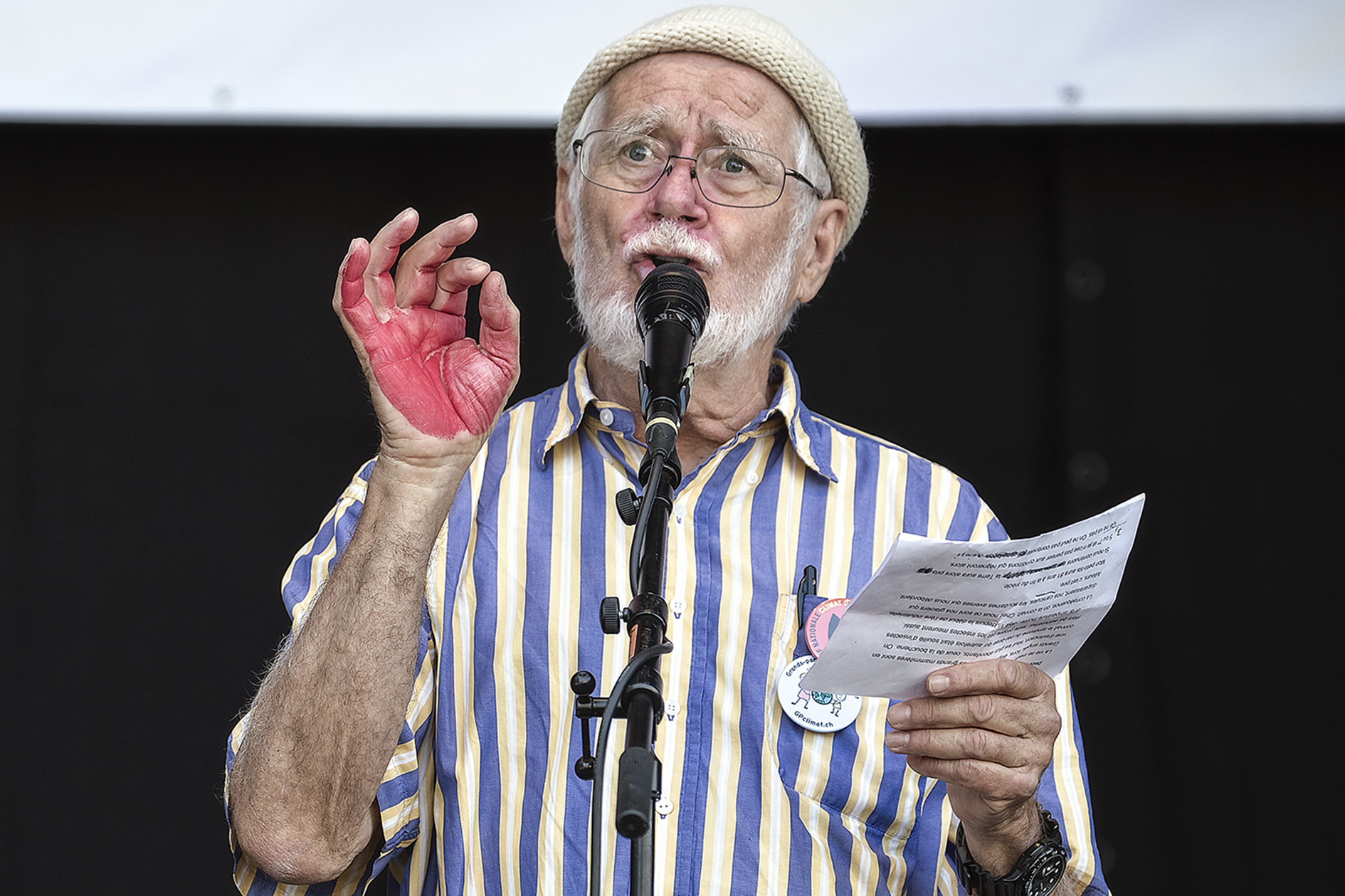
يتحدث أمام القصر الفيدرالي في برن خلال مظاهرة المناخ الوطنية في عام 2019

حصل جاك دوبوشيه بمرافقة يواخيم فرانك وريتشارد هندرسون على جائزة نوبل في الكيمياء سنة 2017 لأبحاثهم في تطوير مجهر إلكتروني فائق البرودة لتحديد بنية الجزيئات الحيوية في المحلول باستبانة ودقة عالية.

## روابط خارجية
- جاك دوبوشيه على موقع الموسوعة البريطانية (الإنجليزية)
- جاك دوبوشيه على موقع مونزينجر (الألمانية)